# واعره (روستا)
 واعره  به عربی ( الواعِر  )، روستای کوجکی است در عزلهٔ (بلاد انس)، از توابع استان عَدَن در کشور یمن در شبه جزیره عربستان است. 
جمعیت آن ۱۵۱ نفر (۵ خانوار) می‌باشد.